# Navacepedilla de Corneja
Navacepedilla de Corneja es un municipio de España perteneciente a la provincia de Ávila, en la comunidad autónoma de Castilla y León. Forma parte del partido judicial de Piedrahíta y de la comarca de El Barco de Ávila-Piedrahíta. Situado en la parte alta del valle del Corneja, toma su nombre del río Corneja, el cual discurre dentro de su término en la parte más abrupta de su curso. El término municipal tiene una población de 100 habitantes (INE 2024).

## Símbolos
El escudo heráldico y la bandera que representan al municipio fueron aprobados oficialmente el 24 de junio de 2013. El escudo se blasona de la siguiente manera:

«Escudo de forma española. De oro, monte heráldico de tres peñas de sinople sumado de dos cabras saltantes de sable, astadas y armadas de plata, soportando escusón con las armas del linaje Dávila (de azur, trece bezantes de oro puestos tres, tres, tres, tres y una) y cargado de faja ondada y bajada de plata y azur. Al timbre, corona real de España.»
Boletín Oficial de la Provincia de Ávila nº 6 de 10 de enero de 2004

La descripción textual de la bandera es la siguiente:

«Bandera de dimensiones 2:3, fileteada de amarillo u oro, faja de ondada de tres ondas de azul o azur y blanco o plata. Filete de anchura 1/7 del batiente, de azul o azur. cargado de dieciocho bezantes amarillos o de oro, puestos seis en las partes superior e inferior, respectivamente, cinco al asta y cinco en en extremo del batiente.»
Boletín Oficial de la Provincia de Ávila nº 6 de 10 de enero de 2004

## Geografía

### Ubicación

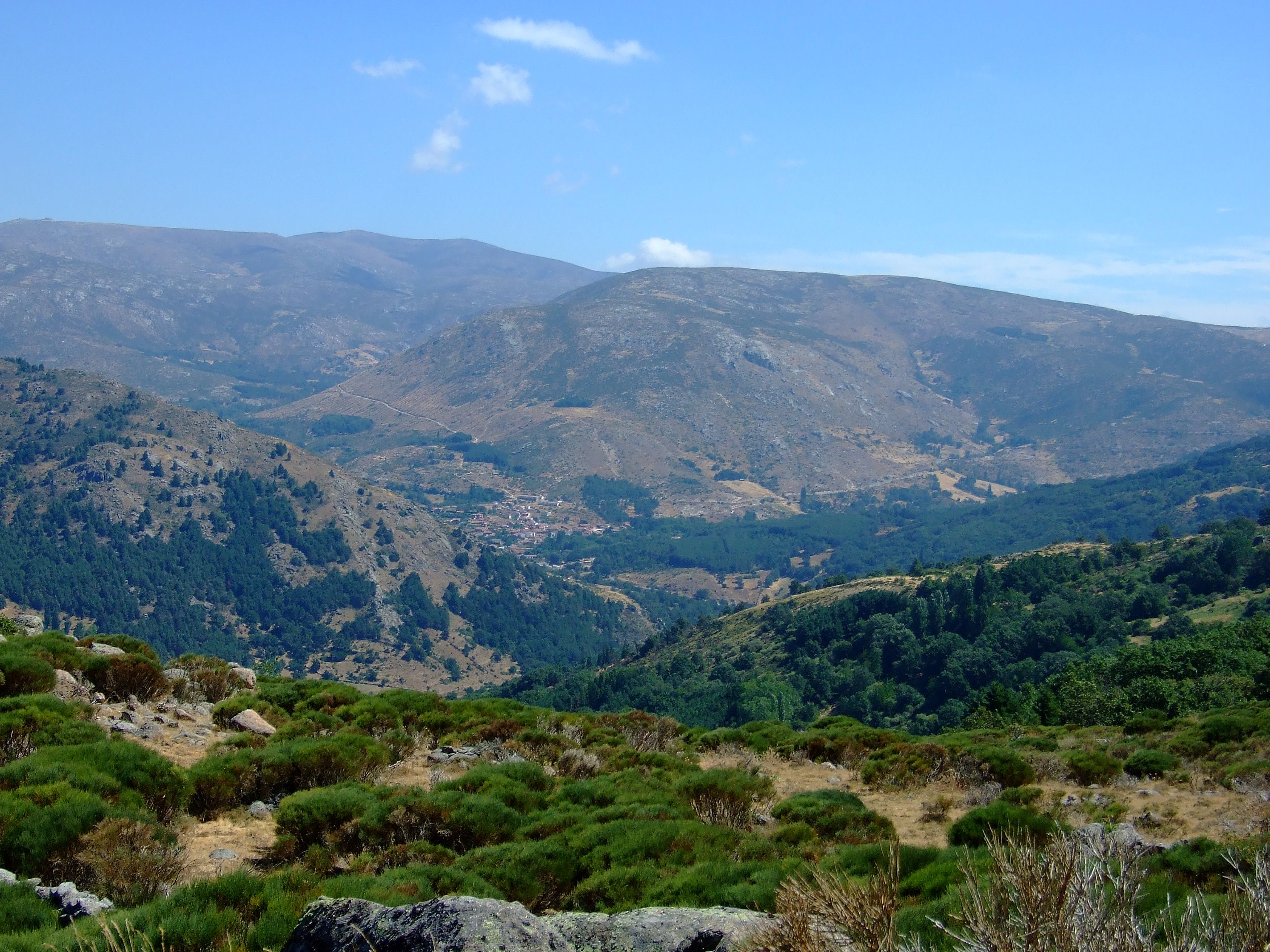
Vista general.

La capital del municipio —que se encuentra una altitud de 1255 m sobre el nivel del mar— está situada en el extremo sudoeste de su término municipal, a los pies de la falda sudoeste del macizo de La Serrota y de la vertiente norte de la sierra de Villafranca, entre los cursos del Corneja y el arroyo que baja del Puerto Chía. La distancia a Ávila es de 58 km y el acceso es a través de un desvío de la N-110, hacia Villafranca de la Sierra. 
La localidad se encuentra situada a una altitud de 1256 m sobre el nivel del mar, con una cota máxima de 1924 m (Cervunaloco) y una mínima de 1195 m en el arroyo de la Gargantilla en el límite con Villafranca de la Sierra.
Camilo José Cela en su libro Judíos Moros y Cristianos, narra un viaje que realiza por tierras de Segovia y Ávila, entre 1946 y 1952. Uno de los lugares por los que pasa pasa es Navacepedilla. 

Navacepedilla de Corneja, en una poza a la sombra del paredón Pie de Mula, es aldea graciosa y resignada. El vagabundo antes de meterle mano al Puerto de Chía, por donde ha de llegarse hasta San Martín de la Vega, ya en el camino de Gredos, se prepara para el encuentro -el mirar alerta, la voluntad en calma y el ánimo dispuesto- con el altivo y amplio paisaje de la sierra. En la dehesa de Pinarepas, en Navacepdilla se crían la útil escoba y el vetusto roble.

Linda por el norte con Casas del Puerto, al sur con San Martín de la Vega del Alberche, al este con Garganta del Villar y Villafranca de la Sierra (enclaves del Puerto Chía y la Serrota) y al oeste con Villafranca de la Sierra.
| Noroeste: Villafranca de la Sierra           | Norte: Casas del Puerto                 | Noreste: Casas del Puerto      |
| Oeste: Villafranca de la Sierra              |                                         | Este: Villafranca de la Sierra |
| Suroeste: San Martín de la Vega del Alberche | Sur: San Martín de la Vega del Alberche | Sureste: Garganta del Villar   |

### Clima
De acuerdo a los datos de la tabla a continuación y a los criterios de la clasificación climática de Köppen modificada el clima de Navacepedilla de Corneja es mediterráneo de tipo Csb.
| Parámetros climáticos promedio de Navacepedilla de Corneja en el periodo 1965-2003 | Parámetros climáticos promedio de Navacepedilla de Corneja en el periodo 1965-2003 | Parámetros climáticos promedio de Navacepedilla de Corneja en el periodo 1965-2003 | Parámetros climáticos promedio de Navacepedilla de Corneja en el periodo 1965-2003 | Parámetros climáticos promedio de Navacepedilla de Corneja en el periodo 1965-2003 | Parámetros climáticos promedio de Navacepedilla de Corneja en el periodo 1965-2003 | Parámetros climáticos promedio de Navacepedilla de Corneja en el periodo 1965-2003 | Parámetros climáticos promedio de Navacepedilla de Corneja en el periodo 1965-2003 | Parámetros climáticos promedio de Navacepedilla de Corneja en el periodo 1965-2003 | Parámetros climáticos promedio de Navacepedilla de Corneja en el periodo 1965-2003 | Parámetros climáticos promedio de Navacepedilla de Corneja en el periodo 1965-2003 | Parámetros climáticos promedio de Navacepedilla de Corneja en el periodo 1965-2003 | Parámetros climáticos promedio de Navacepedilla de Corneja en el periodo 1965-2003 | Parámetros climáticos promedio de Navacepedilla de Corneja en el periodo 1965-2003 |
| Mes | Ene.                                                                               | Feb.                                                                               | Mar.                                                                               | Abr.                                                                               | May.                                                                               | Jun.                                                                               | Jul.                                                                               | Ago.                                                                               | Sep.                                                                               | Oct.                                                                               | Nov.                                                                               | Dic.                                                                               | Anual                                                                              |
| --- | ---------------------------------------------------------------------------------- | ---------------------------------------------------------------------------------- | ---------------------------------------------------------------------------------- | ---------------------------------------------------------------------------------- | ---------------------------------------------------------------------------------- | ---------------------------------------------------------------------------------- | ---------------------------------------------------------------------------------- | ---------------------------------------------------------------------------------- | ---------------------------------------------------------------------------------- | ---------------------------------------------------------------------------------- | ---------------------------------------------------------------------------------- | ---------------------------------------------------------------------------------- | ---------------------------------------------------------------------------------- |
| Temp. media (°C) | 3.7                                                                                | 4.3                                                                                | 6.5                                                                                | 7.9                                                                                | 11.2                                                                               | 16.2                                                                               | 19.7                                                                               | 20.6                                                                               | 16.7                                                                               | 11.5                                                                               | 7.0                                                                                | 4.5                                                                                | 10.8                                                                               |
| Precipitación total (mm) | 94                                                                                 | 84                                                                                 | 66                                                                                 | 81                                                                                 | 87                                                                                 | 45                                                                                 | 20                                                                                 | 22                                                                                 | 43                                                                                 | 86                                                                                 | 100                                                                                | 104                                                                                | 832                                                                                |
| Fuente: Ministerio de Agricultura, Alimentación y Medio Ambiente. Datos de precipitación para el periodo 1965-2003 y de temperatura para el periodo 1973-2003 en Navacepedilla de Corneja 2 de octubre de 2012 |                                                                                    |                                                                                    |                                                                                    |                                                                                    |                                                                                    |                                                                                    |                                                                                    |                                                                                    |                                                                                    |                                                                                    |                                                                                    |                                                                                    |                                                                                    |

### Geología

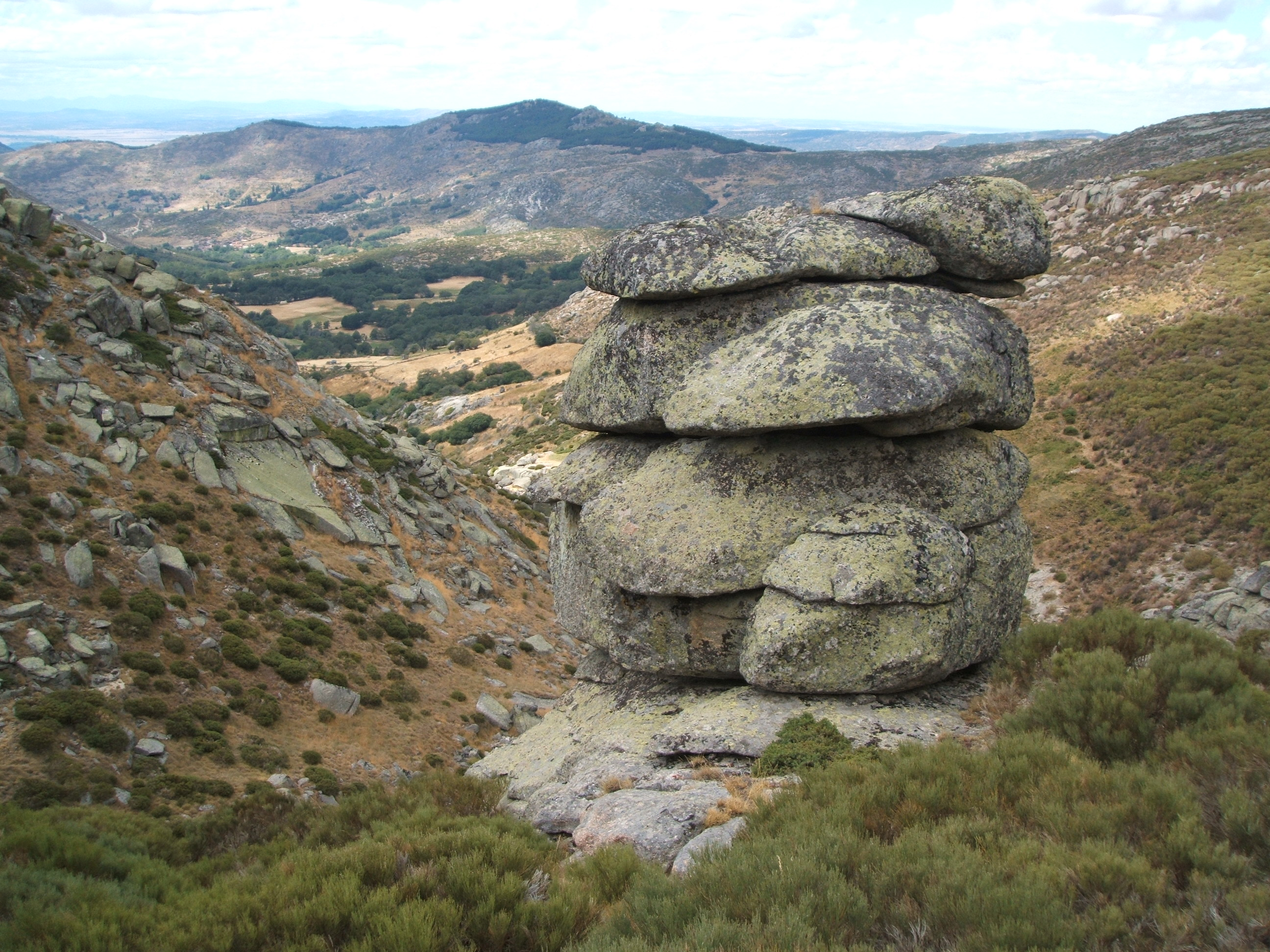
Mole granítica. Al fondo Garganta de los Hornos.

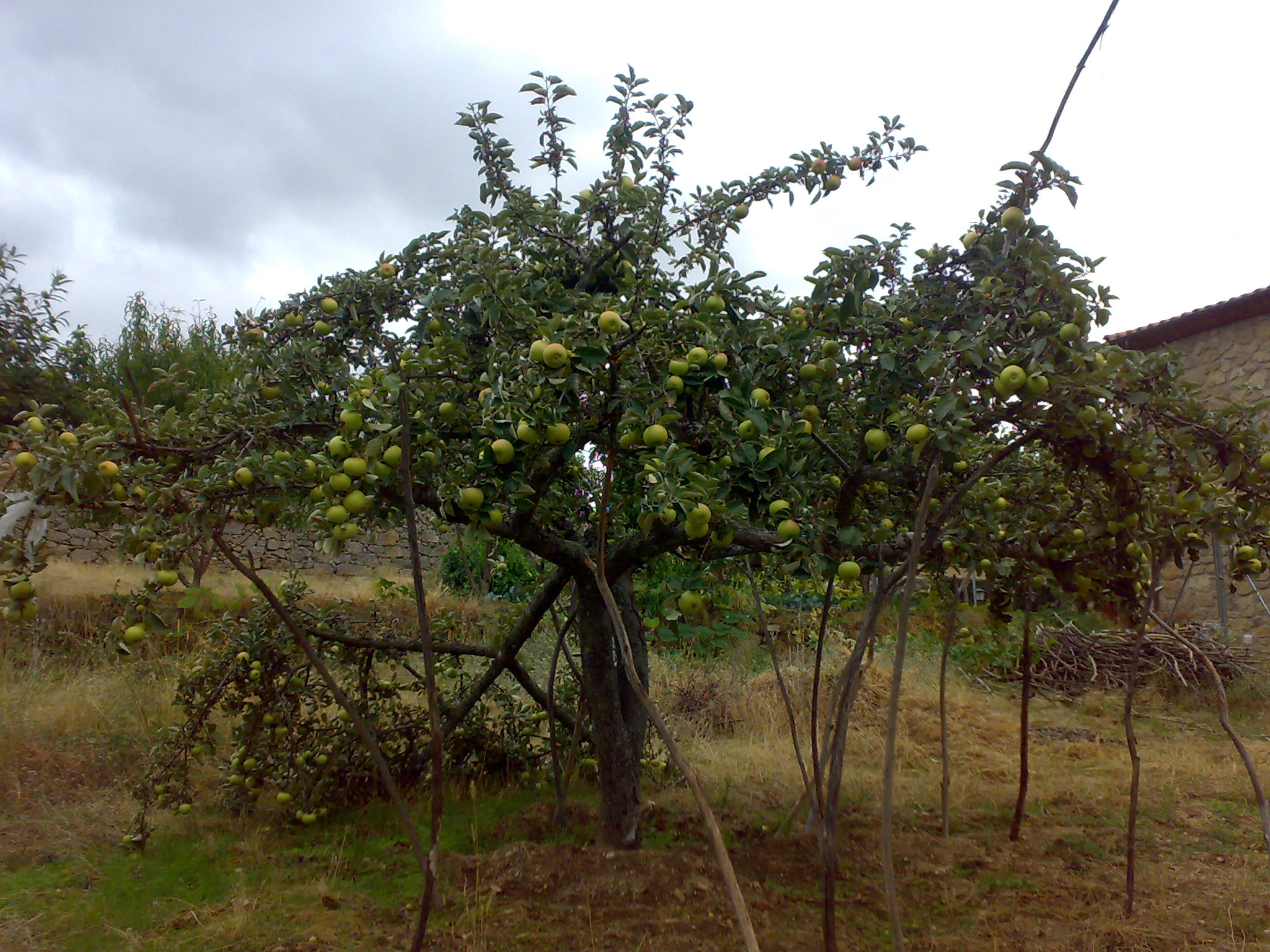
Manzano de la variedad reineta blanca.

Asentada sobre el zócalo hercínico del Sistema Central constituido por materiales de origen ígneos, son rocas plutónicas y rocas metamórficas que se remontan al Paleozoico, las primeras son granitos adamellíticos de dos micas de grano predominantemente medio o grueso, las segundas son esquistos cristalinos ácidos poco diferenciados con frecuentes apariciones de granodioritas moscovíticas.

### Flora y fauna
La propia que se da en la sierra de Villafranca. Aproximadamente la mitad de su territorio está protegido, formando parte del espacio natural de las Sierras de la Paramera y Serrota. En el pasado, después de la guerra civil española, el lobo ibérico fue muy abundante en la comarca, merodeando incluso por la misma población, según la información de prensa de la época.

## Demografía
Navacepedilla de Corneja cuenta con una población de 100 habitantes (INE 2024).
| Gráfica de evolución demográfica de Navacepedilla de Corneja entre 1842 y 2021                                                                                        |
| |
| Población de derecho según los censos de población del INE. Población de hecho según los censos de población del INE.En este censo se denominaba Navacepedilla: 1842. |

Tiene un anejo denominado Garganta de los Hornos (popularmente conocido como La Aldea).

## Patrimonio
- Iglesia de San Martín, de una sola nave con sotocoro a los pies, construido en piedra. Destaca el  artesonado con decoración de piñas y el retablo barroco. Fue éste realizado en 1630 y es de los primeros que se fabrican en la comarca en este estilo, por lo que sigue modelos herrerianos y sus líneas son clasicistas. Se divide en tres calles y dos cuerpos superpuestos. Remata en ático semicircular con talla de Dios padre a manera de venerable anciano. Su sagrario es posterior al retablo, que fue dorado en 1667, según reza la inscripción del banco. El retablo colateral de la Virgen es de mediados del siglo XVIII. Alberga la talla en hueco trilobulado flanqueado por estípites. El colateral de la Epístola es posterior, como se puede apreciar en su decoración de estilo rococó. Su originalidad reside en su calle que abre tres vanos: uno con forma trebolada para alojar un Crucifijo y dos pequeños de medio punto que se sitúan a los lados del pie de la cruz.

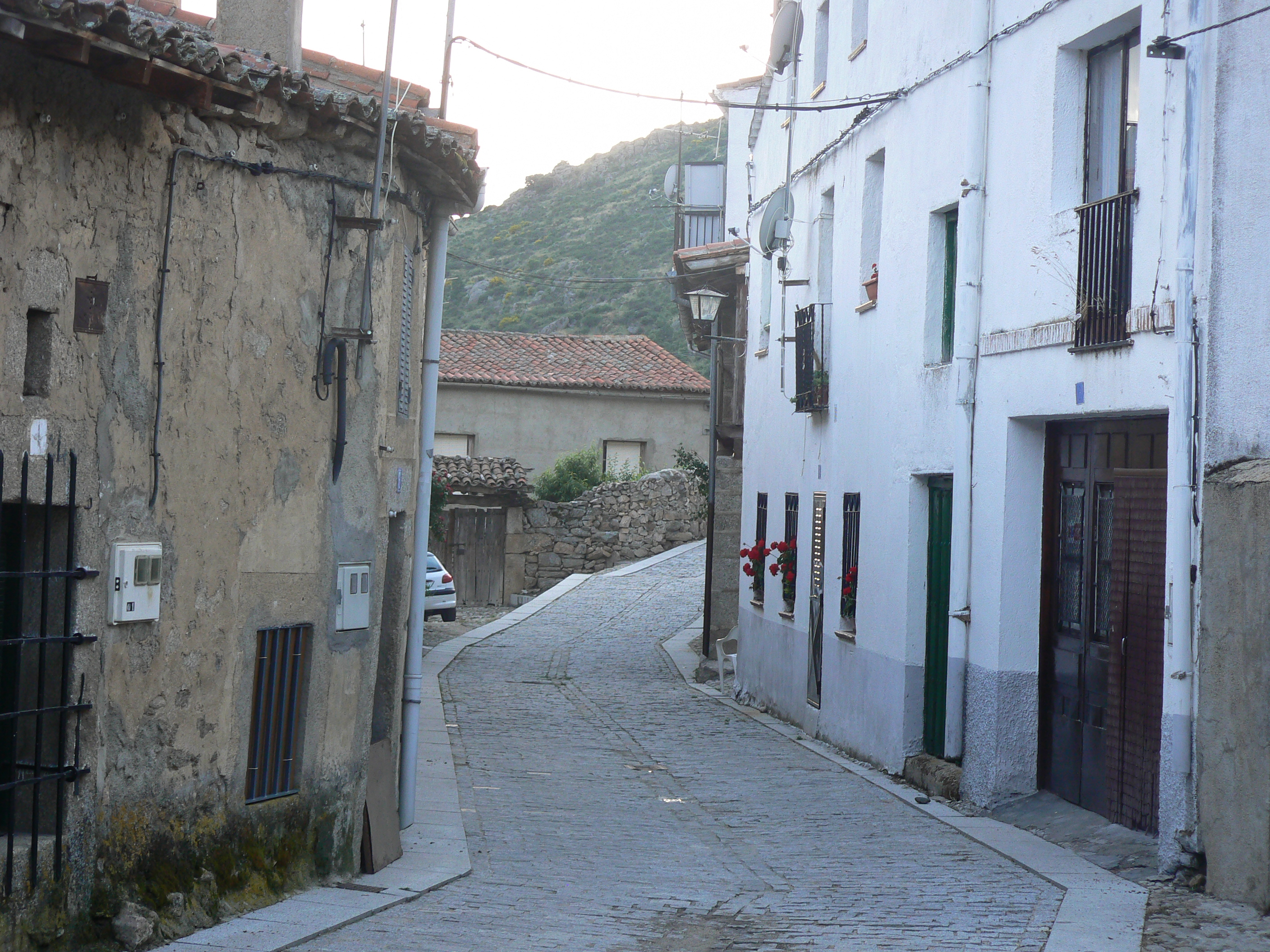
Callejuela empinada.

- Ermita de San Juan Bautista en La Aldea.
- Plaza Mayor, de planta cuadrada, tiene pilón y posee algunas casas con soportales.
- Molinos harineros, en el curso del río Corneja, dos en Garganta de los Hornos, uno de ellos en ruinas y otro funciona con la maquinaria antigua, y uno en Navacepedilla en el que sólo quedan sus ruinas.

- Subiendo hacia El Puerto Chía, justo al lado de la Peña El Cuervo, existen restos de una calzada de piedra, cuyo origen no está muy claro, aunque se supone muy antigua. Fue empleada como cordel en tiempos de la Mesta para trasladar el ganado desde Valdecorneja hacia los pastos de Oropesa y Talavera o más al sur hasta Extremadura.

## Cultura

### Fiestas
- Fiestas patronales en honor de San Martín: primer fin de semana de octubre.
- Fiestas de verano: Primer fin de semana de agosto